# Valle del Bradano
La valle del Bradano è una valle interna della Basilicata.

## Geografia
La valle è ubicata nella parte orientale della regione e lambisce la Puglia. L'orografia del territorio è caratterizzata per lo più da colline ed altipiani che da nord degradano verso il mar Jonio.
La vegetazione è scarsa poiché vi è un grande sfruttamento agricolo della zona; l'area nord del bacino, invece, fin presso le sorgenti del fiume stesso, si presenta con aree forestali tra le più vaste ed intatte d'Italia, con una flora ed una fauna dal valore naturalistico unico ma anche volutamente molto sottovalutato. 
Il clima è particolare e diverso dal resto della regione infatti risente molto dell'influsso dell'Adriatico creando condizioni di semi-continentalità con notevoli escursioni termiche diurne e stagionali.
In effetti ad un inverno abbastanza rigido e spesso nevoso segue un'estate molto calda e secca.
All'interno della valle è presente la Riserva Naturale di San Giuliano.

## Economia
La valle, ad eccezione delle zone intorno Matera e Montescaglioso, ha un'economia basata principalmente sull'agricoltura; in particolare grano e oliveti.
Genzano di Lucania, grosso centro agricolo posto a nord della Valle, ricade nella zona di produzione del famoso vino Docg Aglianico del Vulture